# Olle Laessker
Harry Olof "Olle" Laessker, född 2 april 1922 i Borås, död 19 september 1992 i Gävle, var en svensk friidrottare (sprinter och längdhopp).
Han vann guld i längdhopp och stafettlöpning 4x100 m vid EM 1946 samt tog SM-guld i längdhopp 1946 och 1947. Han tävlade inom landet för Gävle SGF. Han utsågs 1946 till Stor grabb nummer 116 i friidrott.